# Hwang Myong-chol
Hwang Myong-chol (koreanisch 황명철; * 15. Februar 1984) ist ein nordkoreanischer Fußballspieler.

## Karriere
Hwang kam 2005 in der WM-Qualifikation im Auswärtsspiel gegen Bahrain zu einem Länderspieleinsatz für die nordkoreanische Nationalmannschaft. An der Finalrunde der Ostasienmeisterschaft 2005, bei der die nordkoreanische Auswahl den dritten Rang belegte, blieb er als Ersatzspieler ohne Einsatz.